# Casa d'Arte
(F.T.Marinetti)

La Casa d'Arte è uno storico edificio della Spezia, in via Fossati 8, nel centro storico della città.
L’edificio, che costituisce un importante esempio di architettura futurista, era stato commissionato dall’imprenditore Pietro Salmojraghi all’architetto Manlio Costa nel 1931 per essere adibito stabilmente a galleria per mostre d’arte e ad iniziative di promozioni editoriali e culturali.
Costa applicò le teorie di Sant'Elia, adottando in questo caso, come anche in altri edifici, la soluzione futurista di esaltare il dinamismo delle linee diagonali valendosi dell'abbassamento del punto di vista.
In questo caso la Casa d'Arte è collocata in una strada in salita e, nonostante le sue dimensioni contenute, l’edificio, a due piani, si caratterizza per il dinamico gioco delle linee, delle cornici e dei volumi della sua facciata.

Nell’interno, al piano terreno, oltre ai locali della direzione, sono un ambiente a galleria ed un salone modulato con una serie di pannelli per aumentarne la superficie espositiva. Al piano superiore sono ambienti per laboratori di artigianato e restauro.
Per questa sede lo scultore Enrico Carmassi aveva progettato una delle sue opere più note, la Donna Elica, attestata anche con i titoli Donnelica/ L’idolo della velocità, titolo che poneva la scultura in diretta relazione con L’idolo del cielo, affresco realizzato da Fillia all’ingresso dell’edificio.
La nuova costruzione di Costa riscosse subito grande successo e l’edificio fu più volte censito da Marinetti, da Fillia e da Mazzoni.

## L’attività culturale
La Casa d'Arte fu inaugurata nel marzo 1931. Nato per gestire mostre d'arte e promuovere prodotti editoriali, grazie all'incontro fortunato tra la proprietà, l’intellettuale spezzino Righetti e l'artista Fillia, l'edificio divenne subito uno dei centri culturali del Futurismo degli anni '30.
Nel 1932 vi fu esposta la Mostra Aeropittura Arte Sacra Futuriste a cui parteciparono più di un centinaio di opere dei migliori artisti del movimento e in cui per la prima volta erano unite le due tematiche dell'aeropittura e dell'arte sacra.
Lo stesso Aeropoema di Marinetti venne pubblicato in edizione di lusso dalla Casa d’Arte.
Nello stabile di manlio Costa ebbe anche sede la neonata rivista futurista La Terra dei Vivi, quindicinale di turismo, arte, architettura il cui direttore artistico è stato lo stesso Fillia (1933).
Nel settembre del 1933 vi fu esposta la prima edizione del Premio di pittura del Golfo, vinto da Gerardo Dottori; anche il catalogo del concorso, a cui presero parte 86 artisti con 154 opere, fu edito dalla stessa Casa d'Arte.

## La fine
La gestione Salmojraghi della Casa d'Arte ebbe vita breve: nel 1933 fallì e l'edificio fu venduto, ponendo termine a uno dei più vivaci e interessanti periodi dell'attività artistica e culturale spezzina.
Nell'ultimo dopoguerra l’edificio ha perduto la sua destinazione originaria e oggi, purtroppo radicalmente modificato nella sua architettura originale, ospita la Chiesa Avventista.